# Ben Lomond (California)
Ben Lomond è un census-designated place (CDP) degli Stati Uniti d'America situato in California, nella contea di Santa Cruz.